# Teodore Meyer
Teodoro Meyer (Corrientes, 11 de diciembre de 1910 - San Miguel de Tucumán, 1972) fue un botánico, profesor y fitogeógrafo argentino, de origen alemán.
Fue contratado por la Universidad Nacional de Tucumán en la "Sección Sistemática Fanerogámica" del Instituto Miguel Lillo, y profesor de Botánica y de Fitogeografía.
Una de sus publicaciones de 1957 fue Las especies de Menodora (Oleaceae) de Argentina, Bolivia, Paraguay y Uruguay, Lilloa 28: 209- 245, 7 figs.
En 1967, junto con su gran amigo el Farmacéutico Antonio A. Ferro descubrió propiedades medicinales en la entrecorteza del árbol lapacho (Tabebuia avellanedae): su producto lapachol, té natural, se hizo famoso en el mundo como fortalezedor del sistema inmunológico humano.

## Honores
La comisión Nacional de Cultura de la República Argentina premió su obra “Flora del Chaco” con el "Premio Regional NEA" en 1937 y por “Asclepeadaceas” en 1944.
En 1965 su libro “Estudios sobre la selva tucumana”, que le consumió más de 20 años de trabajo, fue merecedor del 1º Premio Nacional de Ciencias (1960-1965).

### Epónimos
Como homenaje a su labor botánica en América y en Europa le impusieron su nombre a más de doscientas nuevas especies vegetales, entre otras:
- Tropeolum meyeri Sparre
- Juelia meyeri Sleumer
- Aloysia meyeri Moldenke
- Lycium meyeri T.M.Barkley
- Eichornia meyeri A.Schulz
- (Leguminosae) Astracantha meyeri (Boiss.) Podlech 1983
- (Orchidaceae) Polystachya meyeri P.J.Cribb & Podz. 1978
- (Portulacaceae) Portulaca meyeri D.Legrand
- (Portulacaceae) Anacampseros meyeri Poelln. 1929
- (Primulaceae) Primula meyeri Rupr.
- (Rhamnaceae) Rhamnus meyeri C.K.Schneid.